# Pep Xico Bet
Josep Ribas Ribas, conegut artísticament com a Pep Xico Bet (Sant Agustí des Vedrà (Sant Josep de sa Talaia, Eivissa), 1876 - Palma, 1937), fou un cantador i músic tradicional eivissenc.
Va néixer a una casa de la venda de s'Alqueria de Baix, a Sant Agustí, probablement el 8 de febrer de 1876. Era el major dels set fills de Josep Ribas i Margalida Ribas. Degut a problemes econòmics familiars va haver d'emigrar a Barcelona, Cuba i Argentina. Va treballar a un forn de pa de Buenos Aires. A Barcelona, el 1903, es va casar amb la valenciana Pilar Nebot Gil. Del seu matrimoni en nasqueren deu fills, tres homes i set dones.
Un cop retornat a Eivissa va treballar de fuster i ebenista, però sobretot va ser conegut com a cantador i cançoner. L'any 1928 va ser un dels informadors de l'Obra del Cançoner Popular de Catalunya. Baltasar Samper escrigué d'ell: "És autor de moltes de les cançons "de tambor" que corren per Eivissa, i la seva fama de poeta ha arribat temps ha a tots els racons de l'illa." Les seves cançons són una de les millors expressions de la cançó popular eivissenca i estan elaborades amb un llenguatge molt ric. En Pep Xico Bet sabia llegir poc i no sabia escriure, per la qual cosa recordava les cançons que interpretava de memòria.
Va morir a Palma, el 4 d'abril de 1937.